# Трёбниц
Трёбниц (нем. Tröbnitz) — община в Германии, в земле Тюрингия. 
Входит в состав района Заале-Хольцланд. Подчиняется управлению Хюгелланд/Телер.  Население составляет 468 человек (на 31 декабря 2010 года). Занимает площадь 2,17 км².

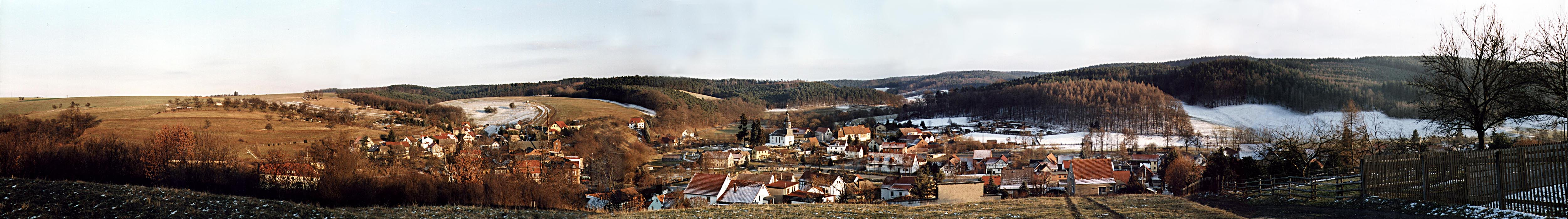
Трёбниц